# Кастел Гандолфо
Кастѐл Гандо̀лфо (на италиански: Castel Gandolfo) е град и община в западната част на Централна Италия. Към 1 януари 2023 г. има 8553 жители.
Разположен е в планината Албани над езерото Албано на 24 км югоизточно от Рим в региона Лацио на Метрополен град Рим. 
В Кастел Гандолфо се намира лятната резиденция на папата. Градът е избран за един от най-хубавите италиански градове.
Курортът обхваща почти цялото крайбрежие на езерото Албано, като е заобиколен от много частни летни квартири, вили и къщи, строени през 17 век.
В Кастел Гандолфо има няколко места, които предизвикват археологически интерес, като къщата на Домициан и други. Районът е включен в „Регионален парк на Кастели Романи“. Тук се намира и университетската църква „Св. Тома Вилянова“, построена от Джовани Лоренцо Бернини.
Кастел Гандолфо се намира на Виа Апия, построена през 312 пр.н.е.

## География

### Територия
Границите на града се разширяват косо в посока север-североизток около хълмистата територия на планината Албани и равнините на района Агро Романо. Голяма част от почвите в региона са от вулканичен произход, като най-разпространени са материалите торф и поцолан. Сеизмичната активност на територията на Кастел Гандолфо е класифицирана в Зона 2 (средно-висока сеизмична активност).

### Хидрография
Основния източник на вода е езерото Албано, което често се нарича езеро „Кастел Гандолфо“. С него се разпорежда Метрополен град Столица Рим. До 1802 г. езерото е  собственост на Абатството на Санта Мария Гротаферата, на Апостолилическата камара (Финансовата администрация на католическата църква), след което става собственост на принц Станислав Август Понятовски, у когото остава до 1870 г.

### Топография
Най-високата точка в Кастел Гандолфо е на 425 м надм. височина. Хълмовете около езерото Албано са с височина около 400 м.

### Климат
Районът на Кастел Гандолфо попада в областта на умерения средиземноморски климат, характеризиращ се с мека зима, като есенните температури са по-високи от тези през пролетта и ветровити лета. В областта на Коли Албани се наблюдава феномен, известен под наименованието „Stau“, където се наблюдава изпарението на водните пари от земята към облаците. Лятото е сухо и горещо, а зимата е мека и дъждовна, без да се регистрират рекордно ниски температури. Максималните температури през лятото достигат обикновено 35 – 37 градуса.

## Топоним
Според една от хипотезите името „Кастел Гандолфо“ произлиза от латинското Castrum Gandulphi – името на замък от древността, собственост на семейство Гандолфи, родом от Генуа.

## История

### Античност (3000 г. пр. н.е. – 476 г.)
В района на днешния град Кастел Гандолфо са открити археологически находки от XVI век. Много историци спекулират, че днешният град Кастел Гандолфо лежди върху основите на древния град Алба Лонга от предримската епоха, столица на митичната Латинска лига, основана от Асканий, син на Еней. Но според по-скорошни хипотези от XIX век  древният митичен град Алба Лонга се е намирал от другата страна на езерото Албано между местността Косте Казеле в Община Марино и местността Палацо в Община Рока ди Папа. Алба Лонга е разрушен от римляните след войната през 658 г. пр. н.е.
През 396 г. пр. н.е. римляните започват да копаят канала „Емисарио дел Лаго Албано“, за да се изпълни пророчеството на Делфийския оракул по отношение на Обсадата на етруския град Вейи.

### Средновековие (476 – 1604 г.)
Територията на Кастел Гандолфо става собственост на рода Конти ди Тусколо, а през XI век става част от Абатство „Санта Мария ди Гротаферата“, т.е. притежание на фамилипта от генуезки произход Гандолфи. 
През 1221 г. замъкът става притежание на семейство Савели, които го дават под наем на Капицуки. Въпреки това през 1436 г. замъкът отново е под пълен контрол на Савели, защото кардинал Джовани Мария Вителески го изравнява със земята заедно с Боргето ди Гротаферата, Албано и Кастел Савело. През 1482 г. папа Сикст IV предоставя собствеността на Кастел Гандолфо на Община Велетри, на която е нанесена щета от сем. Савели, които обаче 4 г. по-късно си връщат собствеността. 
Папа Сикст V променя статута на Кастел Гандолфи в херцогство в полза на Бернардино Савели. През 1956 г., поради невъзможността на сем. Савели да плаща огромните си дългове, Аполстолическата камера конфискува на 30 юни феода Кастел Гандолфо. Тогава папа Климент VIII включва замъка в списъка с активи на Светия престол, които не могат да бъдат продавани.

### Модерна епоха (1604 – 1870 г.)
При новото управление на Апостолическата камара при папа Павел V започват големи обществени поръчки за строителство. Ремонтните работи предвиждат внедряването на водопровод в папския дворец и основаване на францискански манастир (през 1619 г.). 
Папа Урбан VIII е първият папа, който отсяда в Кастел Гандолфо. Също така тук е издадена и първата папска була (25 октомври 1626 г.)
При папа Александър VII (1655 – 1667 г.) стартират нови обществени поръчки, като един от най-съществените проекти е изграждането на път, който води до месността Палацоло (в Рока ди Папа) паралелно на скалите на езерото Албано, наричан в древността „Виа Алесандрина“. Други строителни начинания през този период са продължението на строежа на Папския дворец (1660 г.) и изграждането на Колегиалната църква „Сан Томазо ди Вилянова“ (1658 – 1661 г.) от арх. Джан Лоренцо Бернини.
Папа Бенедикт XIV (1740 – 1758 г.) често посещава Кастел Гандолфо, наблюдавайки строежа на лицевата фасада на папския дворец, главната кула и камбанарията. Също така се разширява и главният път, който води до Марино.
След като Франция нахлува в Рим през февруари 1798 г., се създава т. нар. Repubblica Albanense, включваща градовете Албано Лациале, Фраскати, Валетри и Марино. С обединени усилия жителите на тези населени места се съпротивляват срещу френската инвазия. В този случай Кастел Гандолфо се присъединява към град Албано. На 21 февруари жителите на Кастел Гандолфо въстават срещу французите заедно с граждани от Кастели Романи. По време на Наполеоновите войни около 900 антифренски жители от съседните градове пристигат в Кастел Гандолфо, като издържат на обсадата на Жоашен Мюра. Контрареволюционерите са победени от френските войски. Това става в битката за Кастел Гандолфо на 24 февруари 1798 г. След падането на съпротивата френските войски разграбват папския дворец.
С връщането на папа Пий VII Кастел Гандолфо е върнат на управлението на Майордома на Свещените дворци и тази ситуация се запазва до 1870 г. 
Именно в Кастел Гандолфо, на площад „Либертà“, може да се види първата пощенска кутия в света, поставена там на 23 ноември 1820 г.

### От Обединението на Италия до съвременната епоха
На 20 септември 1870 година е официално е сложен край на Папската държава с превземането на Порта Пиа и влизането на берсалиерите в Рим. Папа Пий IX, който напуска Кастел Гандолфо през май 1869 г., е последният папа, стъпвал в папския дворец до 1929 г.
На 11 септември 1929 г. с публикуването на Латеранските договори, Бенито Мусолини предоставя на зараждащата се държава Ватикана Папския дворец заедно със съседните къщи и площ от около 40 акра. През 1933 г. Ватиканската обсерватория е преместена от Ватикана в Кастел Гандолфо поради многото изкуствена светлина в Рим. През януари 2008 г. Ватиканът обявява, че поради влошаване на видимостта в Кастели Романи, обсерваторията ще бъде преместена от Кастел Гандолфо в САЩ.
На 22 януари 1944 г. американският десант при Анцио допринася Кастели Романи да се окаже на първа бойна линия в сблъсъците през Втората световна война. На 1 февруари Арича и Албано Лациале са бомбардирани, като е разрушен местният кларисински манастир. Щетите след бомбардировките са големи, като жертвите са 16 души. На 2 февруари е бомбардиран град Марино, като жертвите са няколко стотици души. На 10 февруари е бомбардиран Колежът Propaganda Fide (Конгрегацията на евангелизацията на народите) в Кастел Гандолфо, като жертвите са над 500 цивилни.
На 19 септември 1994 г. италианският президент Оскар Луиджи Скалфаро обявява Кастел Гандолфо за град.

## Паметници и забележителности

### Религиозна архитектура
- Папска колегиална църква „Сан Томазо да Виланова“: построена на мястото на древната енорийска църква ;Сан Никола:, тя е започната да се строи през 1658 г. по поръка на папа Александър VII въз основа на проект на архитекта Джан Лоренцо Бернини. Работите завършват през 1661 г.
- Църква „Мадона дел Лаго“: лично желана от папа Павел VI, тя е осветена от самия него през 1977 г. на брега на езерото Албано.
- Църква „Санта Мария Асунта“: изграждането ѝ започва през 1619 г. с освещаването на първия камък от папа Павел V. Първоначално е седалище на Братята минори реформатори, но по-късно става седалище на Конгрегацията на пропагандата на вярата, трагично бомбардирана от англичаните и американците на 10 февруари 1944 г.
- Църква „Санта Мария Аузилиатриче“: с модерно строителство, тя се намира в гъсто населения квартал Борго Сан Паоло, на Strada Statale 7 Via Appia. Към църквата се намира и театралната зала „Уго Баци“.
- Църква „Сан Себастиано“: посветена на патрона на града и разположена на Strada Statale 7 Via Appia, на км 23, е църква в непосредствена близост до общинското гробище.
- Църква „Санта Мария дела Кона“.

### Градска архитектура
- Апостолически дворец на Кастел Гандолфо: лятна резиденция на папата, проектирана през XVII век от Карло Мадерно за папа Урбан VIII върху съществуващата структура на древния Castrum Gandulphorum – феодалният замък, който е принадлежал на семействата Гандолфи и Савели. Сегашния си вид получава през 1660 г. по времето на папа Александър VII. Последните интервенции датират от 1930 г. след Латеранските договори. Вътре е забележителен частният параклис, в който се съхранява изображение на Дева Мария от Светилището на Ченстохова.
- Папски вили: папската собственост, която се радва на извънтериториалност и е притежание на Светия престол, всъщност се състои от три добре обособени исторически части:
  - Папски градини или "дел Моро": представляват първоначалното историческо ядро на папската вила, тъй като са били организирани по времето на примитивната резиденция на папа Урбан VIII на гърба на папския дворец, на мястото на древната вила на кардинал Висконти.
  - Вила „Чибо“: построена от кардинал Камило Чибо, тя е приложена към комплекса на папските вили по времето на папа Климент XIV, който я купува през 1774 г. от тогавашния собственик, херцога на Модена, за сумата от 80 000 скуди.
  - Вила „Барберини“: построена от племенника на папа Урбан VIII, Мафео Барберини, тя е включена в извънтериториалния комплекс на папските вили едва през 1929 г. В нея се помещава седалището на замъка на Летния колеж на пропагандата на вярата. В обхвата на неговите обширни италиански градини има, както е посочено по-долу, голяма част от съществуващите останки от комплекса, построен от римския император Домициан;
- Дворец „Чибо“: вероятно построен заедно с едноименната вила от кардинал Чибо, в момента е отделен от нея от Strada Statale 216 Maremmana III. Това е красива сграда с изглед към улицата, със забележителен мраморен портал, поддържан от шест колони.
- Вила „Санта Катерина“: по-рано е собственост на Папския Северно-американски колеж. По време на строежа на вилата са открити римски руини на вила, която най-вероятно е била собственост на Публий Клодий Пулхер. Сега е седалище на конгресния център на Асоциация „Кастел Романо“.
- Вила „Торлония“ е построена през XVI век от римската фамилия Джустиниани, а по-късно става собственост на Херцога на Брачано Джузепе Торлония. Сегашният ѝ външен вид е запазен от 1829 г., когато е била извършена последната ѝ реставрация, финансирана от Карло Торлония.
- Вила „Киджи“: построена от кардинал Флавио Киджи, племенник на папа Александър VII, в пресушения кратер на малкото езеро Турно близо до Павона. Днес е седалище на голф клуб.
- Двата телескопа на Ватиканската обсерватория, преместени в Кастел Гандолфо от Рим през 1930 г., са използвани до 1980 г. Седалището на Ватиканската обсерватория все още се намира в Кастел Гандолфо. Изследователския център на Ватиканската обсерватория е подчинен на Обсерватория „Стюърт“ към Аризонския университет в САЩ.

### Археологически находки
- Вила „Публий Клодий Пулхер“: руини от римска вила от Републиканската епоха, разположена на 14-тата миля от Виа Апия, километър 23 на Strada Statale 7 Via Appia, вътре във Вила „Санта Катерина“, собственост на Северноамериканския папски колеж. Идентифицира се, може би погрешно, с вилата на трибуна Публий Клодий Пулхер, разположена според думите на Марк Тулий Цицерон в района на древната Алба Лонга. В близост до вилата си Клодий е убит от убийците на политическия противник Тит Аний Мило през август 54 г. пр. н. е. От вилата остава павираната входна врата, част от верандата от пеперин и цялото северозападно тяло, датирано от 2 век пр.н.е. Цялата сграда е в малки туфови блокове – строителна техника, типична за епохата.
- Албанска вила на Домициан: монументалните руини от римската вила от Имперската епоха, построена от Тит Флавий Домициан (81 – 96 г.), разположена предимно във Вила „Барберини“, в екстратериториалната зона на папските вили. Вилата се е състояла от огромен комплекс, развиващ се на три тераси с дължина около 500 метра всяка. Жилищният квартал, с огромни размери и лошо запазен, е бил съчленен около три двора и е бил заобиколен от няколко нимфеума, гледащи към Viale dei Ninfei, криптопортик, театър и цирк. Частично запазеният театър е бил с диаметър 50 метра и украсен с мраморни скулптури. Много части от вилата, които се виждат днес, са извадени на бял свят през 1929 г. с ремонтите на вилата, поръчани от папа Пий XI след Латеранските договори. В цирка на вилата са се провеждали огромни venationes, ловни игри и дори празници в чест на богинята Деметра. Спори се дали част от структурите на вилата е бил и римският нимфеум, днес светилището на Санта Мария дела Ротонда в центъра на Албано Лациале. Със сигурност водоснабдяването на комплекса се е осигурявало от два акведукта, идващи от местност Палацоло в община Рока ди Папа и Малафито в община Арича, които се вливат в три монументални цистерни, най-голямата от които е с размери 57,70x10,95 метра.
- Дорийски нимфеум: запазен на брега на езерото Албано и датира от 1 век пр.н.е., така че не е изключено да е била част от структурите на Вилата на Клодий. Вкопана в скалата, тя представлява правоъгълно помещение с варелен свод и два реда ниши на два етажа: единадесет на първия етаж, седем на втория. Водата е достигала до нимфеума през канал, изкопан в скалата отгоре.
- Нимфеум на Бергантино или на Баните на Диана: на западния бряг на езерото Албано, на 2 км след Дорийския нимфеум, тази структура, първоначално приложена към Вилата на Домициан, се отваря в кръгла пещера с диаметър 17 м. В центъра на пещерата има корито, а подът е изцяло покрит с мозайки, от които са останали само няколко фрагмента. Различни части от скулптурни групи са открити в нимфеума, който е предложен като копие на пещерата-нимфеум на Тиберий в Сперлонга, сега запазена в Папския дворец на Кастел Гандолфо.
- Емисар на езерото Албано: дълъг 1800 метра изкуствен канал за оттичане на вода, който произхожда от западния бряг на езерото Албано и след това се влива в местността Моле ди Кастел Гандолфо. Построен е според традицията през 396 г. пр.н.е. за разгадаване на пророчество относно завладяването на етруския град Вейи.
- Селище Мачине: наколно селище от Бронзовата епоха, разположено на северния бряг на езерото Албано в района Кастели Романи. С площ от около един хектар, до момента се счита за най-големият археологически обект с наколни сгради в Италия.
- Некропол на пашата: Некрополът на Пасколаре е некропол, през 1817 г. в териториите на Ообщини Кастел Гандолфо и Марино близо до езерото Албано.

## Природни зони
Община Кастел Гандолфо е включена в периметъра на Регионалния парк „Кастели Романи“. Основните залесени площи, които попадат в неговата компетентност, са тези на бреговете на езерото Албано, т. нар. "pentime", което ежегодно рискувар доста сериозни летни пожари. 
Основната зелена зона на община Кастел Гандолфо е представена от Комплекса на Папските вили – извънтериториална зона на Светия престол.

## Образование
Кастел Гандолфо не разполага със средни училища на територията си, но в рамките на общинския район има частна детска градина, общинска детска градина и реномираното Папско училище „Павел VI“ – основно училище. Има и Държавно средно училище „Данте Алигиери" и други религиозни институти, които се занимават с началното образование.
Университет „Уолш“, който се намира в Северен Кантон, Охайо, САЩ, има малък колеж в Кастел Гандолфо. Занятията се провеждат през пролетта, лятото и есента.

## Култура

### Театри
Кастел Гандолфо има дълга театрална традиция, доказателство за това е театралната зала на театъра „Уго Баци“, където се играят множество представления, предимно от местни изпълнители. През месец март 2008 г.  е открит театърът „Салапелтрони“ на ул. Прати.

### Кухня
Много от местните ресторанти в общината имат панорамна гледка и съхраняват автентичността на местната кухня. Ресторант „Панянели“ например е работил още през далечната 1882 година, като също така ресторанта е отбелязан на картата на Военния географски институ.

## Събития
- Празник на покровителя Свети Себастиян: празнува се през първия уикенд на месец септември, въпреки че празникът на този светец е на 20 януари. Фестивалът завършва с фойерверки над езерото;
- Празник на Св. Павел и Св. Мария Помощница: празнува се в последната неделя на месец май;
- Местнен пазар: организира се всеки петък;
- Фестивал на прасковите: празнува се в последната неделя от месец юли. По време на този фестивал се организират културни, развлекателни и спортни събития.
- Награда „Città di Castel Gandolfo“ за личност, организация или асоциация, която се връчва всяка година и носи престиж на града. Наградата се дава в областите на културата, спорта и човешкото познание.
- Фото конкурс „Castel Gandolfo Fotografia“: основан през 2007 г. от едноименното сдружение, носещо името на града.